# بيولوجيا الثقة
بيولوجيا الثقة هي دراسة الآليات الفسيولوجية التي تشارك كوسيط للثقة في الارتباطات الاجتماعية. تمت دراسته من حيث علم الوراثة، علم الغدد الصماء وعلم الأعصاب.
الثقة هي الاختيار المتعمد لتصديق مدخلات الغرباء لأن المرء يعتقد أنهم يعرفون الحقيقة ولديهم مصلحة في القلب. الثقة مهمة في تكوين الروابط الاجتماعية.
الروابط الاجتماعية هي خاصية موجودة في العديد من الثدييات وأنواع فقرات أخرى. ومع ذلك، يوجد تناقض في تكوين الروابط الاجتماعية لدى البشر في حين أن هناك مزايا وعيوب، مثل الحكم، وجود نقاط ضعف بسبب الأذى الجسدي والعاطفي. والأهم من كل هذا هو الثقة، والتي تميزت بالاختيار المتعمد للاعتماد على فرد آخر لغرض أساسي، على الرغم من العوائق - عامل في الروابط الاجتماعية ذات الآثار البيولوجية.

## الآليات العصبية
أثبتت مشاركة الببتيدات العصبية، وخاصة الأوكسايتوسين والأرجينين فازوبريسين، في الآليات الفسيولوجية للسلوك الاجتماعي. كما ربطت الهرمونات الجنسية. يمكن أن يُعزى تورط الأوكسايتوسين والأرجينين فاسوبريسين في الثقة والتعلق الاجتماعي إلى حقيقة أنه يمكن إطلاق كلا الجزيئين كناقلات عصبية أو هرمونات في جميع أنحاء الجسم. عمل الأوكسايتوسين والأرجينين فازوبريسين كناقلات عصبية عندما أطلقت مباشرة بواسطة جزء من الدماغ يسمى تحت المهاد؛ تعمل كهرمونات عصبية عندما تطلقها الغدة النخامية محيطيًا. لذلك، فإن كلا من الأوكسايتوسين والأرجينين فازوبريسين محيطية (تعمل في جميع أنحاء الجسم) ومركزية (تعمل داخل الدماغ).
يتضمن كل من الترابط الاجتماعي والتعلق الاجتماعي على الأوكسايتوسين. في إناث الفئران التي حقنت مباشرة بالأوكسايتوسين في الدماغ، وجدت الدراسات أن الفئران أظهرت سلوكًا كاملاً للأم تجاه الجراء بالتبني. في الدراسات التي أجريت على البشر، لوحظت زيادات في الأوكسايتوسين في الأشخاص الذين تلقوا إشارات ثقة مقصودة في لعبة ثقة خاضعة للرقابة. عندما حقنت مضادات مستقبلات الأوكسايتوسين في الفئران، وجد أن هناك انخفاضًا في الاعتراف الاجتماعي وانخفاض الترابط الاجتماعي. في دراسة مماثلة، أظهر حقن الأوكسايتوسين المركزي أو المحيطي في الحاجز الجانبي أو البصيلات الشمية الرئيسية زيادة في التعرف الاجتماعي والتفاعل. أظهرت الدراسات أيضًا تكامل الأوكسايتوسين مع الدوبامين و الأرجينين فازوبريسين في الترابط الاجتماعي. تعمل الخلايا العصبية للدوبامين على مستقبلات الأوكسايتوسين المرتبطة في الجسم المخطط على تعزيز الارتباط الاجتماعي عن طريق توجيه المسارات المكافئة التي يشارك فيها الدوبامين نحو الثقة السلوكية.
تتضمن ذاكرة التعرف الاجتماعي أيضًا على الأرجينين فازوبريسين. في دراسة أجريت على فئران براتلبورو التي حملت طفرة تمنع إنتاج الأرجينين فازوبريسين، ارتبط حقن الأرجينين فازوبريسين المركزي والمحيطي بتحسن الاعتراف الاجتماعي. كما هو الحال مع الأوكسايتوسين، عقب حقن مضادات مستقبل الأرجينين فازوبريسين ضعف الترابط الاجتماعي والاعتراف. في ذكور قرود تيتي، أدى حقن الأرجينين فازوبريسين إلى زيادة السلوك الاجتماعي تجاه شريكة حياتهم. في الدراسات البشرية، أظهر الأرجينين فازوبريسين أيضًا أنه يزيد من السلوك المؤيد للمجتمع تجاه الآخرين المهمين. عزز تأثير الأرجينين فازوبريسين من خلال تكامله مع الأوكسايتوسين. في دراسة تلقت فيها الفئران زيادة في الأوكسايتوسين والأرجينين فازوبريسين المحيطي أو المركزي، أظهرت الفئران مع زيادة الأوكسايتوسين أو الأرجينين فازوبريسين زيادة في التجمهر ومشاركة الطعام مع الفئران الأخرى.
يتوسط الترابط الاجتماعي العديد من مناطق الدماغ التي تستجيب لـلأوكسايتوسين والأرجينين فازوبريسين والدبامين. استخدمت الدراسات التي تستخدم الرنين المغناطيسي الوظيفي في البحث لتقييم مناطق الدماغ المرتبطة بالتعلق البشري بناءً على استجابات المحفزات السمعية والبصرية للدماغ لهدف التعلق. وجدت هذه الدراسات أن المنطقة السقيفية البطنية والجسم المخطط في الدماغ قد نشطت أثناء الاستجابات لهدف التعلق. أظهرت الأبحاث الإضافية في دراسات الرنين المغناطيسي الوظيفي أن اللوزة الدماغية، النواة المتكئة، ما تحت المهاد، تحت القشرية والشبكات العصبية المكافئة للقشرية تشارك أيضًا في التوسط في الارتباط الاجتماعي. تحتوي هذه الشبكات والمسارات على مستقبلات تسمح للأوكسايتوسين والأرجينين فاووبريسين والدبامين بممارسة تأثيرها في العمليات عالية ومنخفضة المستوى في الدماغ والتي توفر أساسًا للثقة الاجتماعية. في الدراسات التي أجريت على البشر الذين عانوا من العزلة الاجتماعية، كانت هناك زيادة في النشاط في المحور الوطائي-النخامي-الكظري (وهي شبكة عصبية تشارك في إطلاق الكورتيزول، وهو هرمون الاستجابة للتوتر). أظهر هذا البحث نفسه تعطيلًا في مناطق الدماغ المرتبطة بـالأوكسايتوسين والأرجينين فازوبريسين.